# Коньковский сельсовет
Коньковский сельсовет (бел. Конькаўскі сельсавет; до 1987 года Федюковский сельсовет) — административная единица на территории Ляховичского района Брестской области Белоруссии. Административный центр — агрогородок Коньки.

## История
Создан 12 октября 1940 года как Федюковский сельсовет в составе Ляховичского района Барановичской области БССР. Центр — деревня Федюки. С 8 января 1954 года в составе Брестской области. 16 июля 1954 года в состав сельсовета вошла территория упразднённого Даревского сельсовета.
16 марта 1987 года в состав Новосёлковского сельсовета вошла деревня Адаховщина. Центр Федюковского сельсовета перенесён в деревню Коньки, сельсовет переименован в Коньковский.

## Состав
Коньковский сельсовет включает 13 населённых пунктов:
- Головачи — деревня.
- Дарево — агрогородок.
- Дарево-Чиж — деревня.
- Дреки — деревня.
- Заречье — деревня.
- Коньки — агрогородок.
- Лабузы — деревня.
- Литва — деревня.
- Малое Подлесье — деревня.
- Сакуны — деревня.
- Турки — деревня.
- Федюки — деревня.
- Чвыри — деревня.

## Население
Согласно переписи населения 2019 года на территории сельсовета проживало 1396 человек.